# Yachiyo
Yachiyo (jap. 八千代市, -shi) ist eine Großstadt in Japan. Die Stadt befindet sich in der Nähe von Tokio in der Präfektur Chiba.

## Geographie
Yachiyo liegt östlich von Funabashi und nördlich von Chiba.

## Geschichte
Die 1954 im Kreis Chiba durch die Gemeindefusion der Stadt Ōwada mit dem Dorf Mutsumi gegründete Stadt Yachiyo (八千代町) wurde am 1. Januar 1967 zur kreisfreien Stadt Yachiyo (八千代市 Yachiyo-shi).

## Verkehr
- Straße:
  - Nationalstraße 16: nach Chiba oder Saitama
- Zug:
  - Keisei-Hauptlinie
  - Tōyō-Schnelllinie: nach Funabashi

## Städtepartnerschaften
- Tyler, seit 1992

## Söhne und Töchter der Stadt
- Masanori Inoue (* 1972), Bobfahrer, Skeletonpilot
- Yosuke Nakagawa (* 1998), Fußballspieler
- Natsumi Tsunoda (* 1992), Judoka
- Sorato Anraku (* 2006), Sportkletterer und Olympiazweiter 2024

## Angrenzende Städte und Gemeinden
- Chiba
- Funabashi
- Sakura
- Narashino
- Shiroi
- Inzai